# Џек и чаробни пасуљ (филм из 1902)
Џек и чаробни пасуљ (енгл. Jack and the Beanstalk) амерички је црно-бели неми хорор филм из 1902. године, редитеља Џорџа С. Флеминга и Едвина С. Потера, са Џејмсом Х. Вајтом, Томасом Вајтом и Елси Фергусон у главним улогама. Представља адаптацију истоимене класичне бајке. Редитељи су се користили бројним триковима, које је Жорж Мелијес употребљавао у својим филмовима.

## Радња
Џек, син свргнутог краља, мења своју краву за џачић чаробног пасуља, који убрзо порасте до небеса. Џек почне да се пење уз њега, али оно што затиче на врху толико ће га уплашити да ће зажалити што га је икад посадио.

## Улоге
- Џејмс Х. Вајт као фармер
- Томас Вајт као Џек
- Елси Фергусон као вила